# Stefan Rosołowski
Stefan Rosołowski (ur. 26 kwietnia 1918 w Samostrzałowie – zm. 26 maja 2007) – polski bibliotekarz, historyk kultury, doktor habilitowany bibliotekoznawstwa, literat, pułkownik WP. 
Podczas II wojny światowej walczył w szeregach Batalionów Chłopskich na terenie Kielecczyzny. W kwietniu 1945 wstąpił do ludowego Wojska Polskiego. Po ukończeniu Centralnej Szkoły Oficerów Polityczno-Wychowawczych w Łodzi przez kilka lat był wykładowcą w szkolnictwie wojskowym, a od 1952 pracował w bibliotekarstwie wojskowym. Całość pracy naukowej poświęcił bibliotekoznawstwu, uzyskując doktorat, a następnie habilitację z tej dziedziny. Przez wiele lat pełnił funkcję wicedyrektora Centralnej Biblioteki Wojskowej oraz był wiceprzewodniczącym Stowarzyszenia Bibliotekarzy Polskich. Członek PPR od 1945, a od 1948 członek PZPR. 
W stan spoczynku przeszedł w lipcu 1976 roku, pożegnany przez zastępcę szefa Głównego Zarządu Politycznego WP gen. bryg. Albina Żyto.
Na emeryturze członek Związku Literatów Polskich. Autor tak zwanych „powieści urzędniczych” oraz książek naukowych. 

## Odznaczenia
- Krzyż Kawalerski Orderu Odrodzenia Polski[2]

## Wybrana bibliografia
- ”Dziennik Sceptyka 1999-2002”
- „Książka i biblioteka w procesie kształcenia wojskowego w Polsce w okresie oświecenia”
- „Lata przestępne”
- „Polskie biblioteki wojskowe : 1767-1967”
- „Z dziejów kultury intelektualnej wojska polskiego”
- „Żywe ognie”